# Dawenda
Dawenda (russisch Даве́нда) ist eine Siedlung städtischen Typs in der Region Transbaikalien in Russland mit 812 Einwohnern (Stand 14. Oktober 2010).

## Geographie
Der Ort liegt gut 420 km Luftlinie ostnordöstlich der Regionshauptstadt Tschita am westlichen Ende des Amasargebirges, südwestlich des gut 1300 m hohen Sobatschkinkammes (Sobatschkin chrebet). Er befindet sich am namensgebenden Flüsschen Dawenda, das über die Scheltuga zur gut 30 km südöstlich verlaufenden Schilka abfließt.
Dawenda gehört zum Rajon Mogotschinski und befindet sich etwa 35 km südwestlich von dessen Verwaltungszentrum Mogotscha. Es ist Sitz und einzige Ortschaft der Stadtgemeinde Dawendinskoje gorodskoje posselenije.

## Geschichte
Die Siedlung entstand 1939 im Zusammenhang mit der Erschließung einer Molybdänlagerstätte unter dem Namen Iwatschicha. 1941 wurde mit dem Erzabbau begonnen. Seit 1951 besitzt der Ort unter dem heutigen Namen den Status einer Siedlung städtischen Typs.
1992 wurde das Molybdänbergwerk aufgrund der weitgehenden Erschöpfung der Vorräte geschlossen. Seither wird in geringem Umfang an der Dawenda und ihrem Nebenfluss Pokoinaja Gold gewaschen.

### Bevölkerungsentwicklung
| Jahr | Einwohner |
| ---- | --------- |
| 1959 | 5158      |
| 1970 | 3421      |
| 1979 | 2765      |
| 1989 | 2020      |
| 2002 | 1022      |
| 2010 | 812       |

Anmerkung: Volkszählungsdaten

## Verkehr
Dawenda besitzt nach Osten über die 9 km entfernte Nachbarsiedlung Kljutschewski und Süden Anschluss an die Fernstraße R297 Amur (bis 2017 auch M58), die Tschita mit Chabarowsk verbindet und Teil der transkontinentalen Straßenverbindung ist. Nach Nordwesten verläuft eine Lokalstraße über den Sobatschkinkamm zur etwa 20 km entfernten Station Kisly Kljutsch an der Transsibirischen Eisenbahn.